# Markanvändnings- och bygglagen
Markanvändnings- och bygglagen (MBL) är en sedan 2000 i Finland gällande lag som motsvarar Plan- och bygglagen (PBL) i Sverige.

## Historik
Byggnadslagstiftningen i Finland går tillbaka 1932, då landets äldsta lag om stadsplanering trädde i kraft. Lagen gällde städer och köpingar samt samhällen med sammanträngd befolkning på landsbygden och sådana områden, där man kunde vänta sig betydande byggnadsverksamhet. Lagen grundade sig på den svenska byggnadsstadgan från 1874. En övergripande byggnadslag stiftades 1958; genom en ändring av denna lag 1966 överflyttades landsbygdens detaljplanering på kommunerna. Byggnadslagen ändrades och kompletterades i flera repriser under 1970-1990-talen. 

## Den nu gällande lagen
Markanvändnings- och bygglagen (MBL) trädde i kraft vid ingången av 2000. Den del av lagen, som gäller lokalisering av stora detaljhandelsenheter, trädde i kraft redan den 1 mars 1999. MBL har moderniserat regleringen av markanvändningen och gjort den klarare. Lagen ger också nya medel för styrning och samverkan, och kommunernas självständiga beslutfattande har utvidgats. Den framhäver en klar arbets- och ansvarsfördelning inom planering och samhällsbyggande och strävar efter öppenhet och växelverkan. Lagen har kompletterats med en markanvändnings- och byggförordning. 
MBL upptar numera tre olika planformer för landskap och kommuner. Landskapsplanen är det högsta styrande instrumentet och uppgörs i allmänhet för större områden och flera kommuner i ett landskap. Landskapsplanen bereds och godkänns av landskapsförbundet samt fastställs av miljöministeriet. Generalplanen anger grundprinciperna för markanvändningen, trafikleder och samhällsfunktioner inom kommunen eller en del av den. Generalplanen uppgörs av kommunens planeringsorganisation och godkänns av kommunfullmäktige. Det mest detaljerade planinstrumentet är detaljplanen, som har ersatt de tidigare byggnadsplanerna i landskommunerna och stadsplanerna i städerna. Detaljplanen uppgörs av kommunens planeringsorganisation och fastställs av kommunfullmäktige. I vissa fall kan detaljplanens godkännande delegeras till kommunstyrelsen eller särskilda nämnder. I detaljplaneringen finns särskilda stadganden om öppenhet och växelverkan, som ger kommuninvånare och andra delaktiga insyn i planeringen samt påverkningsmöjligheter i planeringens olika skeden. 
Varje kommun måste ha en fastställd byggnadsordning. Lagen stipulerar också att varje byggnadsprojekt skall ha en så kallad huvudplanerare, vars uppgift är att ansvara för byggnadsprojektet som helhet. Huvudplaneraren är i allmänhet byggnadsprojektets arkitekt, men kan i vissa specialfall också vara en annan planerare, vars andel i projektet är av stor vikt. En ändring av MBL, som ger kommunerna möjlighet att teckna markanvändningsavtal och få ersättning av markägare för markvärdestegring, trädde i kraft den 1 juli 2003.